# Azat-le-Ris
Azat-le-Ris település Franciaországban, Haute-Vienne megyében. Lakosainak száma 240 fő (2022. január 1.). Azat-le-Ris Verneuil-Moustiers, Brigueil-le-Chantre, Bourg-Archambault, Lathus-Saint-Rémy, Oradour-Saint-Genest, La Bazeuge és Tersannes községekkel határos.

## Népesség
A település népességének változása:
| Lakosok száma | 256  | 261  | 262  | 257  | 251  | 246  | 240  | 239  | 240  |
|               | 2013 | 2015 | 2016 | 2017 | 2018 | 2019 | 2020 | 2021 | 2022 |